# シルヴァーナ・ガンドルフィ
シルヴァーナ・ガンドルフィ（Silvana Gandolfi, 1940年 - ）は、イタリア・ローマ出身の児童文学作家。現在もローマ在住。
作品は現在、フランス語、ドイツ語、日本語、英語で翻訳が進んでいる。日本では公刊訳は『むだに過ごしたときの島』と『亀になったおばあさん』と『ネコの目からのぞいたら』の3点のみだが、某同人雑誌（非商業誌）の誌上にアマチュアによる試訳文は多く発表されていた。

## 経歴
一般小説やラジオのシナリオなどの仕事を経て、1992年に最初の児童文学作品である『ビー玉の中のサル』を発表。それから5年後の1997年には『むだに過ごしたときの島』で、アンデルセン賞というイタリアでもっとも権威のある児童文学賞を受賞した。一児の母であること以外、親族関係は公表していない。2010年に発表した『銃声の中のぼく』は、この作家には珍しいリアリスティックな社会派的小説であるが、シチリア島の深刻なマフィア問題を被害者少年の目線からまっすぐに描き、理不尽な境遇にもめげずに自分の力で未来を切り拓いてゆこうとしている子どもへの温かなまなざしに満ちた筆致が、多くの読者の感動を呼んだ。

## 作品
世界を旅してまわり、仏教とユング派の分析心理学の影響を強く受けたガンドルフィの作品は、西洋と東洋を自在に行き来する。作風はファンタジーとリアリティが微妙にミックスされるのが特徴だが、ファンタジーのためのファンタジーではなく、リアルな世界を描き出すために変身や入れ替わりと言った手法を用いることが多い。その意味でイギリスのフィリパ・ピアスに通じるところのある児童文学作家である。東京大学文学部助教の長野徹が日伊協会の雑誌『日伊文化研究』第50号（2012年3月）に「シルヴァーナ・ガンドルフィのファンタジー」という総括的批評の論文を発表している。

## 作品リスト
- 「ビー玉の中のサル」(La scimmia nella biglia) 1992年 - 試訳のみ
- 「竜の練り薬」(Pasta di drago) 1993年 - 試訳のみ
- 『むだに過ごしたときの島』(L'isola del tempo perso) 1997年（泉典子訳、世界文化社） 2003年
- 「水の記憶」(La memoria dell'acqua) 1999年 - 未訳
- 『亀になったおばあさん』(Aldabra) 2001年（泉典子訳、世界文化社） 2003年
- 「ここへ来たれ、わがアリエル」(Qui vicino mio Ariel) 2005年 - 試訳のみ
- 「海の底の女の子」(La bambina in fondo al mare) 2009年 - 未訳
- 「銃声の中のぼく」(Io dentro gli spari)  2010年 - 未訳
- 「影武者クラブ」(Il club degli amici immaginari)  2012年 - 試訳のみ
- 『ネコの目からのぞいたら』(Occhio al gatto!) 1995年（関口英子訳、岩波書店） 2013年
- 「最も人気（ひとけ）のない場所」(I piu' deserti luoghi) 2015年（Ponte alle grazie社から刊行）- 未訳

なお、2015年の「最も人気（ひとけ）のない場所」を除き、原作はすべてSalani社から刊行されている。